# Final Battle (2014)
Pour les articles homonymes, voir Final Battle.
L'édition 2014 de Final Battle est une manifestation de catch (lutte professionnelle) en paiement à la séance, produite par la fédération américaine Ring of Honor (ROH), initialement diffusée en haute définition et en direct sur le câble et via satellite, aux États-Unis. Elle est également disponible en ligne, sur le site d'hébergement de vidéos Ustream. Le pay-per-view (PPV) se déroule le 7 décembre 2014 au Terminal 5 (en) à Manhattan, dans l'état de New York. Ce pay-per-view est considéré comme l'un des plus gros succès de la fédération. Pour cette 13e édition de Final Battle, dix lutteurs de la ROH — Jay Briscoe, Adam Cole, Jay Lethal, Mark Briscoe ainsi que les équipes The Addiction, reDRagon et The Young Bucks — sont présentés sur l'affiche promotionnelle.

## Production
| Autre personnel de la ROH présent | Autre personnel de la ROH présent |
| Rôle                              | Nom                               |
| --------------------------------- | --------------------------------- |
| Commentateurs                     |                                   |
| Kevin Kelly (en)                  |                                   |
| Steve Corino                      |                                   |
| Nigel McGuinness                  |                                   |
| Annonceur de ring                 | Bobby Cruise                      |
| Correspondants                    | Larry Mercer                      |
| Correspondants                    | Mandy Leon                        |

À la suite du succès du premier spectacle en paiement à la séance Best in the World, attirant près de 1 400 spectateurs et environ 12 000 téléspectateurs,, la Ring of Honor a décidé que cet évènement sera le second pay-per-view diffusé en direct et en haute définition sur le câble et le satellite, ainsi que sur le site de partages vidéo Ustream, le 7 décembre 2014. Contrairement aux autres années, depuis 2006, le spectacle se déroulait au Hammerstein Ballroom mais il se déroulera cette année au Terminal 5 (en) pour des raisons budgétaires. La durée prévue est d'environ trois heures, et le coût de l'événement est annoncé à 24,95 $ en paiement à la séance. Pour cela, la fédération déploie une liste de 63 fournisseurs, notamment DirecTV, Dish Network et Bell Canada Satellite, qui diffuseront cet évènement à travers les États-Unis et le Canada. 
Afin d'éviter toute concurrence, le spectacle se déroule deux semaines après le pay-per-view de la WWE, Survivor Series 2014 et une semaine avant TLC 2014.

## Contexte
Les spectacles de la Ring of Honor en paiement à la séance sont constitués de matchs aux résultats prédéterminés par les scénaristes de la ROH. Ces rencontres sont justifiées par des storylines - une rivalité avec un catcheur, la plupart du temps - ou par des qualifications survenues au cours de shows précédant l'évènement. Tous les catcheurs possèdent un gimmick, c'est-à-dire qu'ils incarnent un personnage face (gentil) ou heel (méchant), qui évolue au fil des rencontres. Un pay-per-view comme Final Battle est donc un événement tournant pour les différentes storylines en cours.

### Jay Briscoe contre Adam Cole

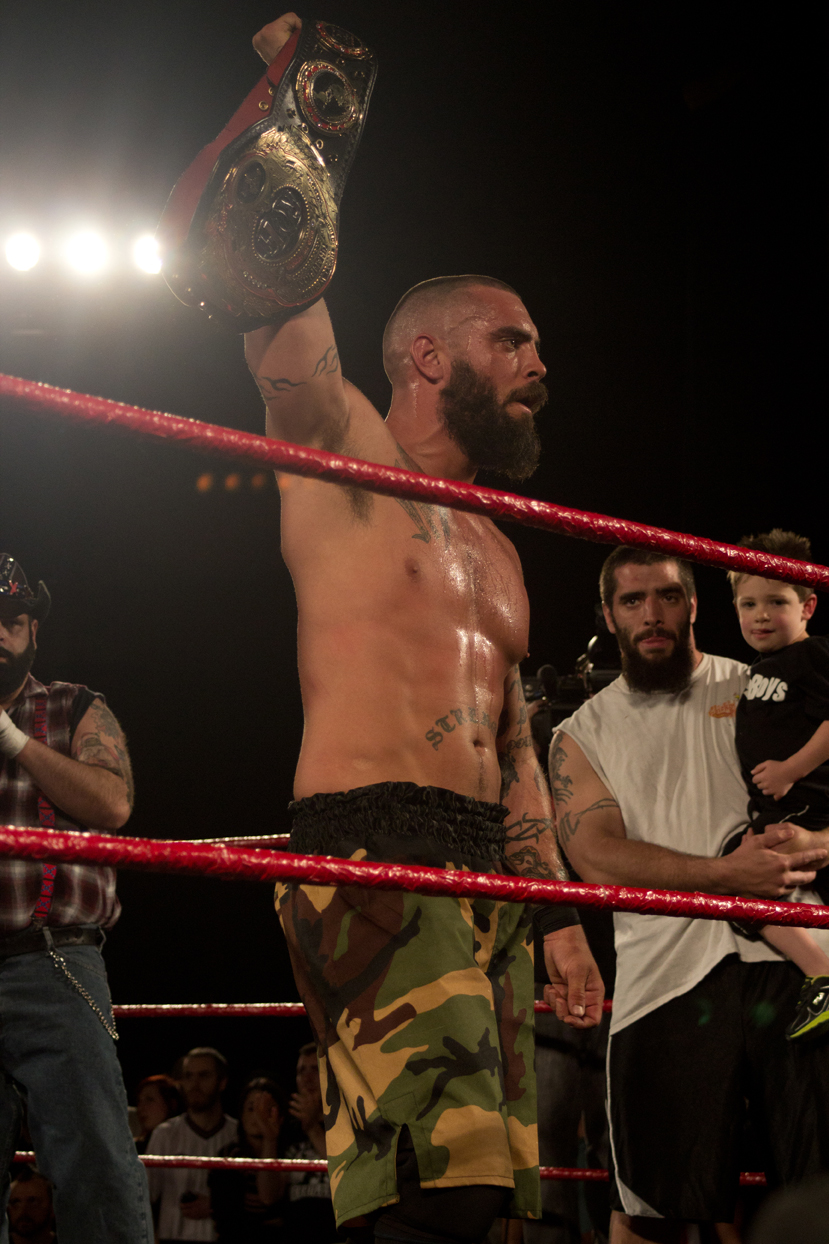
Jay Briscoe affrontera Adam Cole dans un Fight Without Honor match pour le titre mondial de la ROH.

Lors de All Star Extravaganza VI, Jay Briscoe récupère son titre mondial de la ROH après avoir battu Michael Elgin. De son côté, Adam Cole désire également reconquérir ce titre et attaque durant les semaines qui suivent le champion Jay Briscoe, avec l'aide de Michael Bennett et Matt Taven, fraîchement introduit dans le clan The Kingdom. Le 8 novembre, il remporte le tournoi Survival of the Fittest 2014 en éliminant en dernier Hanson et devient challenger pour le titre mondial. Le 15 novembre, lors de Glory by Honor XIII, Adam Cole bat Christopher Daniels en utilisant le Jay Driller, prise de finition habituellement portée par Jay Briscoe. Plus tard dans la soirée, le match entre les deux protagonistes devient un Fight Without Honor match,. Le 22 novembre, Adam Cole vient confronter le père des Briscoe Brothers et lui assène un superkick sur la nuque, puis s'enfuit à l'arrivée de Jay et Mark Briscoe,.

### Jay Lethal contre Matt Sydal
Le 25 octobre, Jay Lethal conserve son titre de la télévision en battant ACH. À la fin du match, Matt Sydal vient sur le ring pour se confronter avec Jay Lethal et refuse de prêter ses talents pour le compte de Truth Martini. Pour se venger, Jay Lethal attaque son frère Mike Sydal quelques jours plus tard avant le début d'un spectacle. Les deux catcheurs se disputeront un match pour la ceinture de la télévision.

### reDRagon contre Time Splitters

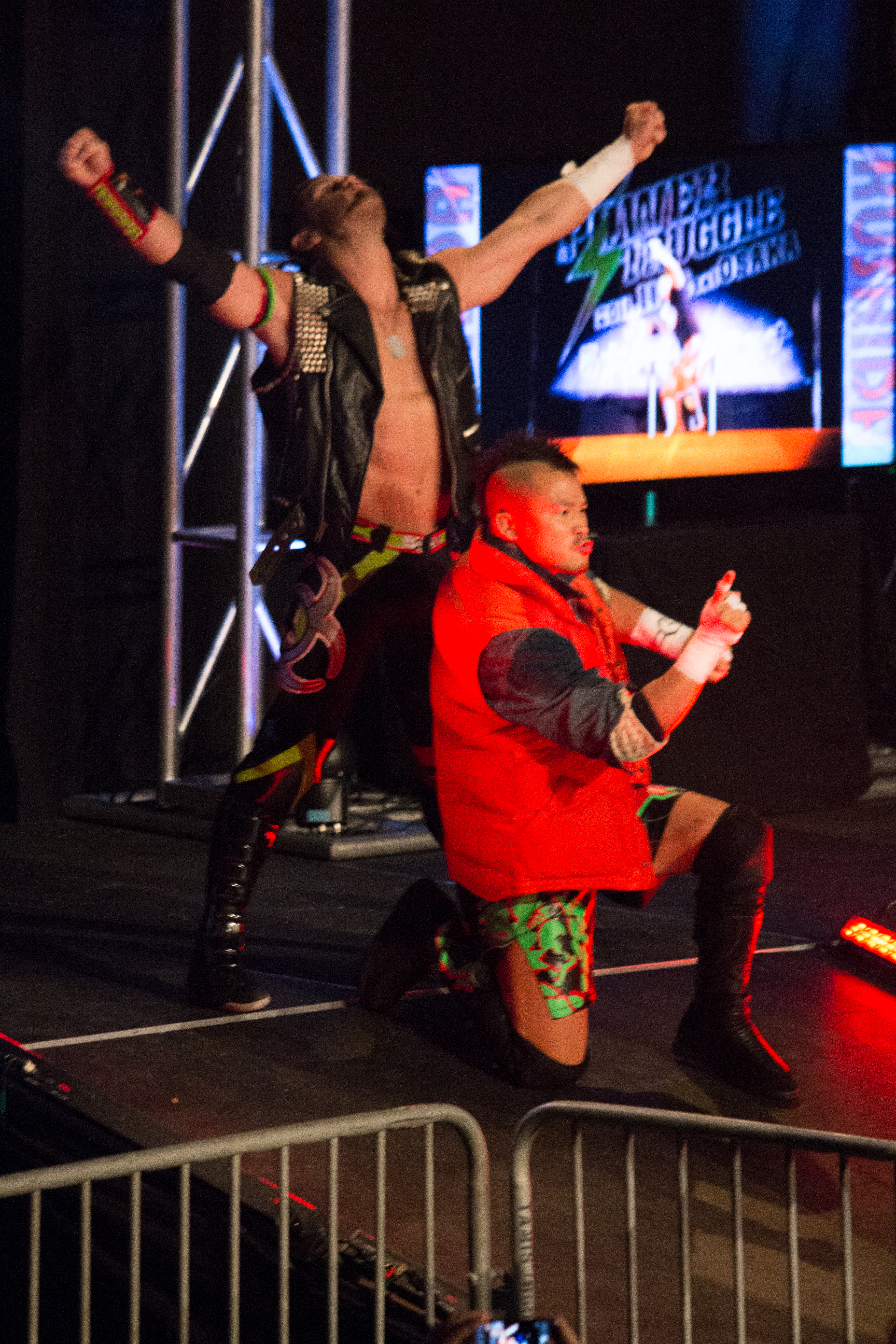
Les Time Splitters veulent prendre leur revanche sur les reDRagon.

Les reDRagon (Kyle O'Reilly & Bobby Fish) partent au Japon pour lutter au sein de la prestigieuse New Japan Pro Wrestling et affrontent le 10 août lors G1 Climax 24 les Time Splitters (Alex Shelley et KUSHIDA) pour les titres poids-lourd junior par équipe de la IWGP mais ils perdent le match et ne remportent pas les ceintures.
Après avoir conservé leurs ceintures par équipe le 9 octobre en battant Jay Lethal et son manager Truth Martini, ils décident de retourner au Japon où dès le 25 octobre, ils participent au Super Junior Tag Tournament 2014 et passent le premier tour. Le 2 novembre, ils accèdent à la finale du tournoi en battant les Forever Hooligans (Rocky Romero & Alex Koslov). Ils battent les Young Bucks le lendemain et remportent le tournoi, leur offrant une occasion pour les ceintures junior par équipe. À la suite de cette victoire, le 8 novembre, lors de Power Struggle 2014 (en), ils prennent leur revanche sur les Time Splitters (Alex Shelley et KUSHIDA) et remportent pour la première fois les titres poids-lourd junior par équipe de la IWGP. Les deux équipes vont donc une nouvelle fois se confronter dans un match où les reDRagon mettront leurs ceintures par équipe de la ROH en jeu.

### Roderick Strong contre Adam Page

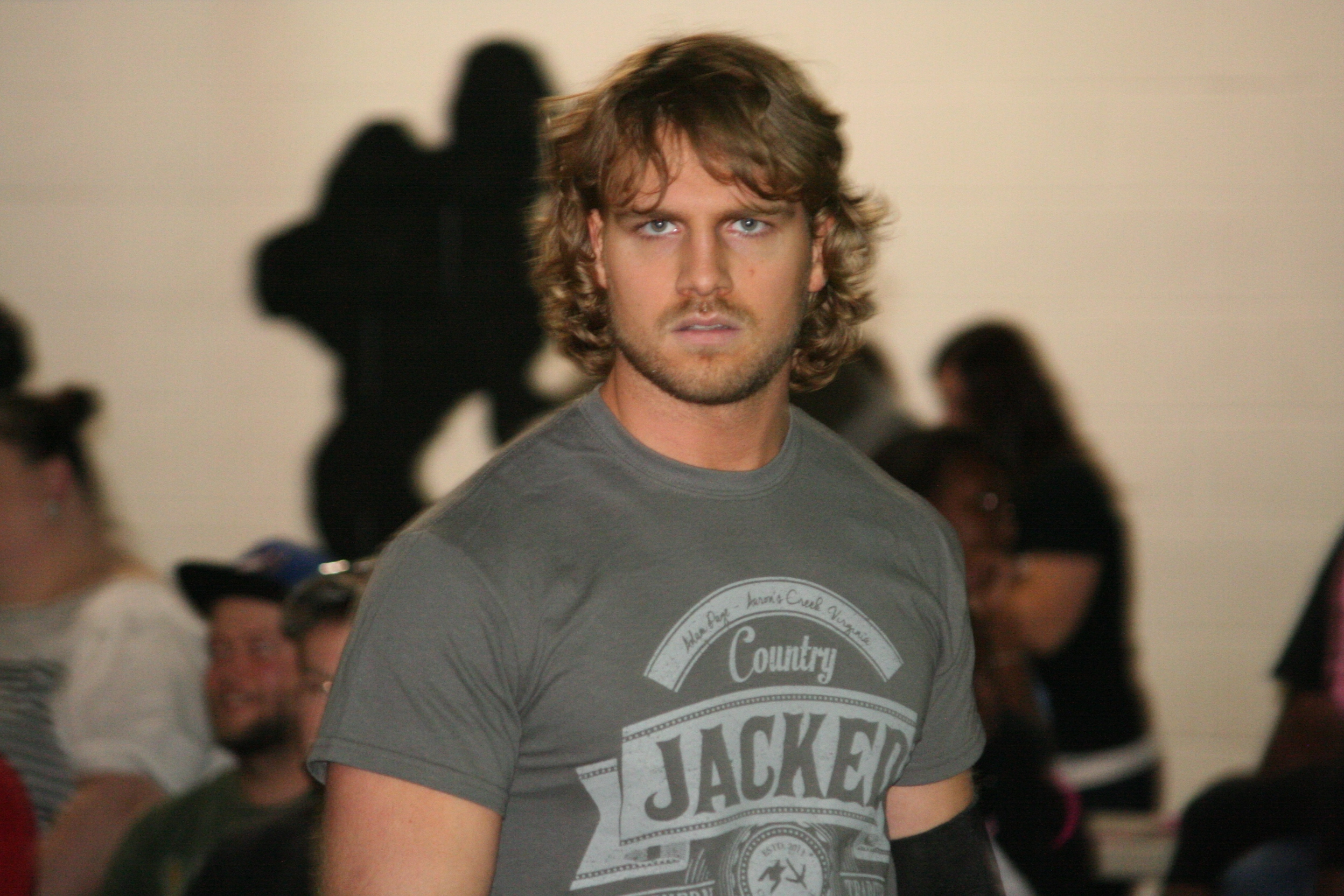
Adam Page veut montrer son potentiel en affrontant Roderick Strong.

Depuis quelques semaines, Roderick Strong reproche à Adam Page d'être trop brutal. Le 25 octobre, The Decade (en) perdent contre Caprice Coleman, ACH et Will Ferrara dans un match à trois contre trois, après que Adam Page ait infligé un coup de la corde à linge à Roderick Strong. À la fin du match, ce dernier s'en prend à Adam Page et quitte son clan. Le 15 novembre, à Glory by Honor XIII, Roderick Strong perd contre Frankie Kazarian et se fait attaquer par Adam Page et B.J. Whitmer.

### Moose contre R.D. Evans
R.D. Evans reste invaincu depuis des mois avec 173 victoires consécutives. Cependant, lors de Glory by Honor XIII, il perd face à Jay Lethal pour le titre de la télévision de la ROH, après une intervention de son partenaire Moose. Le 22 novembre, Moose et Stokely Hathaway dévoilent que Prince Nana (en) est la personne qui les a convaincu à trahir R.D. Evans.

### Michael Elgin contre Tommaso Ciampa

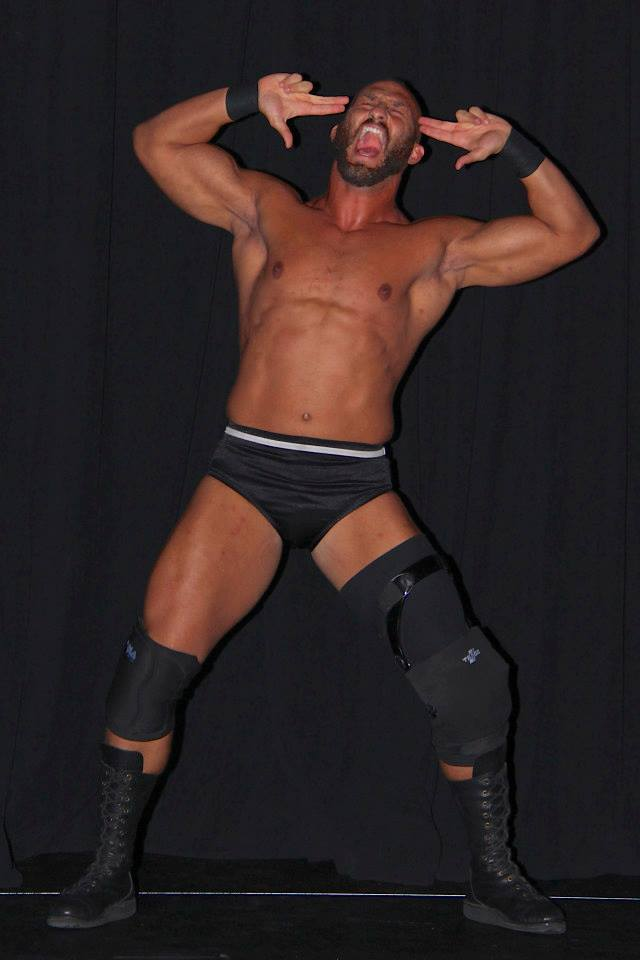
Tommaso Ciampa, énervé par ses échecs, fera face à Michael Elgin, qui se trouve dans une situation similaire.

Le 23 août, lors de Death Before Dishonor XII, Tommaso Ciampa perd contre Michael Elgin pour le titre mondial de la ROH à la suite d'une décision arbitrale. Cette décision rend fou de rage Tommaso Ciampa, qui s'en prend à la fin du match au corps arbitral et à Kevin Kelly (en), commentateur de la Ring of Honor, ce qui lui vaudra une exclusion du roster. Après des excuses prononcées publiquement et sur internet, Nigel McGuinness décide de lui donner une nouvelle chance en le réintégrant au sein de la fédération le 27 septembre, avec une condition de « zéro tolérance » si ces incidents se reproduisent.
De son côté, Michael Elgin perd son titre mondial le 6 septembre lors de All Star Extravaganza VI, au profit de Jay Briscoe. Après une absence prolongée, Michael Elgin effectue son retour le 25 octobre où il annonce qu'il veut se venger de la ROH et refuse de combattre son adversaire du soir Caprice Coleman.

### The Addiction et Cedric Alexander contre The Young Bucks et ACH
Le 22 novembre, The Addiction, The Young Bucks, ainsi que ACH et Matt Sydal participent au tournoi Tag Wars 2014 mais aucune de ces équipes parviennent à le remporter et de récupérer les ceintures par équipes de la ROH, toujours détenues par les reDRagon. La fédération annonce ensuite un match à 3 contre 3 qui oppose The Addiction et Cedric Alexander contre The Young Bucks et ACH.

### Mark Briscoe contre Caprice Coleman contre Hanson contre Jimmy Jacobs
Le 15 novembre, lors de Glory by Honor XIII, Hanson bat Mark Briscoe, B.J. Whitmer et Moose. Début décembre, la ROH annonce que Hanson aura une occasion de remporter son second Four Corners Survival match d'affilée en affrontant une nouvelle fois Mark Briscoe, ainsi que Caprice Coleman et Jimmy Jacobs.

## Déroulement
Avant le début du spectacle, une séance de signatures a été organisée entre les fans et les équipes de la ROH, telles que les reDRagon, The Addiction, les Time Splitters et The Young Bucks. Un pré-show de 10 minutes a été diffusé sur internet dans le but de promouvoir et d'introduire cet évènement. Un second pré-show de 50 minutes a été réalisé afin de présenter les rivalités ainsi que la liste des matchs proposés lors de cet évènement.

## Matchs
| #                                                                | Matchs, | Stipulation                                               | Durée |
| ---------------------------------------------------------------- | --- | --------------------------------------------------------- | ----- |
| Dark                                                             | Brutal Burgers (Bob Evans & Cheeseburger) battent B.J. Whitmer & Mikey Webb                                                             | Match par équipe                                          |       |
| 1                                                                | Hanson bat Caprice Coleman, Jimmy Jacobs (avec B.J. Whitmer) et Mark Briscoe                                                            | Four Corners Survival match                               | 10:45 |
| 2                                                                | Roderick Strong bat Adam Page (avec Jimmy Jacobs & B.J. Whitmer)                                                                        | Match simple                                              | 12:07 |
| 3                                                                | Michael Elgin bat Tommaso Ciampa | Match simple                                              | 13:21 |
| 4                                                                | ACH et The Young Bucks (Nick Jackson & Matt Jackson) battent Cedric Alexander et The Addiction (Christopher Daniels & Frankie Kazarian) | Six Man Tag Team match                                    | 12:43 |
| 5                                                                | Moose (avec Stokely Hathaway & Prince Nana (en)) bat R.D. Evans (avec Veda Scott (en))                                                  | Match simple                                              | 7:38  |
| 6                                                                | Jay Lethal (c) (avec Truth Martini et J. Diesel) bat Matt Sydal                                                                         | Match simple pour le ROH World Television Championship    | 15:03 |
| 7                                                                | reDRagon (Kyle O'Reilly & Bobby Fish) (c) battent Time Splitters (Alex Shelley & KUSHIDA)                                               | Match par équipe pour les ROH World Tag Team Championship | 18:11 |
| 8                                                                | Jay Briscoe (c) vs. Adam Cole , | Fight Without Honor match pour le ROH World Championship  | 21:20 |
| (c) désigne le(s) champion(s) défendant son titre dans le match. | |                                                           |       |

## Accueil et critiques
Avant la diffusion de cet évènement, Final Battle 2014 s'annonce être le show de l'année pour la Ring of Honor. En effet, dès le 13 octobre, la fédération annonce que la plupart des places ont été vendues, trois semaines avant le début du show.
Cependant, le nombre de téléspectateurs a été vu à la baisse avec 8000 téléspectateurs. Bien que ce chiffre soit identique à celui obtenu pour le plus grand show de la TNA, Bound for Glory 2014, Sinclair Broadcast Group est déçu de ce résultat, raison pour laquelle toutes les plus grandes vedettes de la fédération seront présentes pour leur prochain spectacle en paiement à la séance 13th Anniversary Show.